# Rhoicinus andinus
Rhoicinus andinus là một loài nhện trong họ Trechaleidae.
Loài này thuộc chi Rhoicinus. Rhoicinus andinus được H. Exline miêu tả năm 1960.